# Pleurotellus
Pleurotellus är ett släkte av svampar. Enligt Catalogue of Life ingår Pleurotellus i familjen Inocybaceae, ordningen Agaricales, klassen Agaricomycetes, divisionen basidiesvampar och riket svampar, men enligt Dyntaxa är tillhörigheten istället familjen spindlingar, ordningen Agaricales, klassen Agaricomycetes, divisionen basidiesvampar och riket svampar.
|              | Phaeosolenia |
|              | |
|              | Phaeomarasmius |
|              | |
|              | Inocybe |
|              | |
|              | Flammulaster |
|              | |
|              | Tubaria |
|              | |
|              | Crepidotus |
|              | |
|              | Pleuroflammula |
|              | |
|              | Astrosporina |
|              | |
| Pleurotellus | \| \| Pleurotellus dictyorhizus \| \| \| \| \| \| Pleurotellus filicinus \| \| \| \| \| \| Pleurotellus chioneus \| \| \| \| \| \| Pleurotellus albellus \| \| \| \| |
|              | \| \| Pleurotellus dictyorhizus \| \| \| \| \| \| Pleurotellus filicinus \| \| \| \| \| \| Pleurotellus chioneus \| \| \| \| \| \| Pleurotellus albellus \| \| \| \| |
|              | Simocybe |
|              | |
|              | Auritella |
|              | |
|              | Phaeomyces |
|              | |
|              | Pellidiscus |
|              | |
|              | Episphaeria |
|              | |
|              | Chromocyphella |
|              | |
|              | Pleurotellus dictyorhizus |
|              | |
|              | Pleurotellus filicinus |
|              | |
|              | Pleurotellus chioneus |
|              | |
|              | Pleurotellus albellus |
|              | |

|  | Pleurotellus dictyorhizus |
|  |                           |
|  | Pleurotellus filicinus    |
|  |                           |
|  | Pleurotellus chioneus     |
|  |                           |
|  | Pleurotellus albellus     |
|  |                           |